# 北港集雅軒
23°34′03″N 120°18′13″E / 23.567481°N 120.303552°E
北港集雅軒，是設於臺灣雲林縣北港鎮的北管樂團，清代咸豐三年（1853年）創立，其樂師、文物、曲館分列無形文化資產、一般古物、縣定古蹟。

## 樂團
清代道光年間以降，北港朝天宮即是臺灣本島媽祖信仰的中心，每逢媽祖誕辰香期，信徒紛紛至北港朝聖，使得笨港各種曲藝社團雲集。在民間曲藝的全盛時期，北港的南管有集斌社、武城閣、集賢閣、南華閣，北管及其他的民俗樂團則有集雅軒、和樂軒、仁和軒、錦樂社、錦陞社、震威團、金聲順，西樂則有北港樂團、麗聲樂團、新生樂團、升記號樂團等。
這之中的北港集雅軒，據集雅軒協會理事長郭獻玉表示，為咸豐三年（1853年）由古笨港的蔡及、陳貞、吳石等人發起，屬北管的福祿派，《秦瓊倒銅旗》、《鳳鶴樓》為此樂社最擅演出的戲碼。民國四十年代，集雅軒人員高達一百五十餘人，媽祖轎班會、舖戶演平安戲，都邀請其演出。1964年，曾應邀前往士林官邸表演《八仙獻壽》。但至1995年報導，樂手僅剩二十餘人，且年世已高，記者因此感嘆。
樂師李春生自幼隨父學習北管，1969年獲雲林縣音樂競賽國樂獨奏組第一名，擔任北港金聲順與集雅軒兩館的指導老師。2017年8月31日，獲無形文化資產保存者授證。2019年11月23日，獲第十五屆雲林文化藝術貢獻獎。

## 文物
曲館會長蔡岳儒表示，集雅軒由於歷代館員用心經營，許多早期文物得以保存，包括戲服、彩牌、托燈架、木彫彩牌，種類繁多且完整，以清代繡旗作鎮館之寶。此繡製綵旗、西秦王爺泥塑神像、弔喪旗、督隊旗等五件登錄一般古物：繡旗是正面繡有「笨北港集雅軒」字樣、背面為雙龍拜塔圖，立體繡工精緻；西秦王爺是台灣第一件未退神登錄的一般古物；弔喪旗用於對館內有貢獻的先賢去世時，懸掛於弔喪禮堂，旗面為黑底與白色蓮花以顯莊重肅穆；督隊旗的作用是督導團隊，也代表媽祖希望信眾都能行為端正、鞭策自己，故有北港朝天宮媽祖清代玉璽「臺嘉笨北港朝天宮褒封天上聖母之寶」字樣，代表媽祖在此的意象。
由於集雅軒面臨後繼乏人的困境，會館經常無人，1995年6月12日，集雅軒前副會長吳炎林於發現六角形花鳥屏風、觀世音神像及蓮座、以及十八羅漢神像等遭竊。為此，館員將珍貴文物已另外收藏，9月19日，遭竊時僅損失投幣式電話。1999年1月又遭竊走綵牌、托燈、鼓架、繡旗等文物，於是樂團決定將六大箱的文物捐贈給北港朝天宮妥善保藏。像是北港街新街士紳蔡裕斛在日治時期所捐、圖案為雙獅戲球的繡旗，一面由北港朝天宮保存，一面由集雅軒寄放在北港文化中心。其中托燈流落到宜蘭暨集堂、花几到臺南藏家王仕明家中、刻有北港集雅軒字號的木雕片到嘉義藏家劉曉龍手中，皆在二十幾年後才尋回。
2002年，面對集雅軒想向北港朝天宮索回捐出的戲服，廟方以文物陳列在文物館內能較安全，拒絕送回。2014年6月3日，文史工作者林永村將二十年多前集雅軒遺漏的四套古戲服，送回給樂團。
2018年，前集雅軒總幹事吳登興整理集雅軒閣樓時，發現一尊手腳可活動的木偶，原以為是早年的孩童玩偶，經雲林科技大學文化資產維護系傳教師楊紹鑫根據雕工判斷，研判應是具有悠久歷史的軟身田都元帥神像。吳登興為確定神尊年份，再委託文化資產維護系主任曾永寬進行科學檢驗，最後證實其頭部與身體部位漆層含大量鉛、硫，為清代慣用的礦物彩顏料，加上活動部位使用銅線、竹釘，與非現代不同，證實為清末古物。雲科大文化資產維護系專案研究助理邱彥翔解說，此神尊應是集雅軒外出表演時隨團供奉的神尊。
宜蘭暨集堂、王仕明、劉曉龍陸續於2022年、2023年歸回早年的集雅軒失竊文物後，2024年3月12日由古物修復藝師劉勝仁展開第一期修復。

## 曲館
集雅軒初期借用民宅開館，直到1950年，北港朝天宮以新台幣約5000元買下一棟木製的閣樓捐給集雅軒做為團練場所。建物為清代木造街屋，屬傳統二落木造民宅，面積約五十平方公尺，建築立面為磚木混合構造，門板有傳統雕花彩繪，屋頂設有半樓式閣樓。所用的大紅地磚及檜木雕壁都是珍貴建材，尤其主奉西秦王爺的神龕，有麒麟圖樣彩繪。木門為清代所造，福州杉材質，寫「集賢和樂」與「雅奏妙音」。
早年，這座曲館樂師群聚，鑼鈸嗩吶齊響，唱戲扮仙熱鬧，被喻為雲林最古老歌劇院。過去，北港迓媽祖遶境時也會經過此，到北港鎮安宮廟埕。
2010年7月29日，雲林縣政府文化處實勘後，決定修建並列入古蹟，同時將拍攝老樂師演奏專輯。2013年7月31日，文化處再度前往勘查，允諾將列為首批古蹟調查報告對象，盡快爭取整修經費。次年11月10日，雲林科技大學教授蘇明修會同彩繪修復師李志上，帶領學生和文史人士吳登興等人，對集雅軒的沿革與建築歷史展開研究調查。
2019年12月23日，曲館舉行整修動土儀式，供奉的神像恭迎到朝天宮暫時供奉。文化部補助917萬元古蹟修復後，由大木匠師劉鴻林負責修復工程。整修期間，北港的一郎骨尾飯小吃店特地捐贈古厝地磚百餘片作修復建材。11月8日，舉行上梁大典，雲林縣長張麗善、立委蘇治芬、雲林縣議員蔡岳儒、蔡孟真、縣文觀處處長陳璧君、集雅軒協會理事長李連春、雲林縣登錄大木保存者劉鴻林等人共同主持。12月31日，西秦王爺等神像及牌位入火安座大典，文觀處長陳璧君、集雅軒協會理事長李連春、縣議員、集雅軒榮譽理事長蔡岳儒等人參加。

## 外部連結
- 北港集雅軒的Facebook專頁